# 森といのちの響き〜お伊勢さんとモアイの島〜
『森といのちの響き〜お伊勢さんとモアイの島』（もりといのちのひびき おいせさんとモアイのしま）は、2008年12月7日 16:05 - 17:20 (JST) にフジテレビ系列局で放送された東海テレビ製作のドキュメンタリー番組。東海テレビ開局50周年記念番組。
この番組の放送後、製作局の東海テレビは2009年3月末よりこの番組の一部映像を流用した『お伊勢さんの森 〜伊勢神宮の四季〜』と『モアイの島 〜イースター島の悲劇〜』というフィラー映像を流すようになった。

## 出演者
- 養老孟司（東京大学名誉教授）
- 宮脇昭（横浜国立大学名誉教授）
- ナビゲーター - 内藤剛志
- ナレーター（森の声） - 長澤まさみ
- ナレーター（語り） - 生野文治

## スタッフ
- ディレクター - 伏原健之
- プロデューサー - 中根康邦
- 製作著作 - 東海テレビ放送